# Morella holdridgeana
Morella holdridgeana là một loài thực vật có hoa trong họ Myricaceae. Loài này được (Lundell) Wilbur mô tả khoa học đầu tiên năm 2001.